# Le Poète Paul Castiaux
Le Poète Paul Castiaux est un tableau réalisé par le peintre français Henri Le Fauconnier en 1910. Cette huile sur toile est un portrait cubiste du poète Paul Castiaux. Petite version d'une œuvre exposée au Salon des indépendants de 1911, elle est conservée au musée de l'abbaye Sainte-Croix, aux Sables-d'Olonne.

## Expositions
- Le Cubisme, Centre national d'art et de culture Georges-Pompidou, Paris, 2018-2019.